# Turbine Halle
Ne doit pas être confondu avec [[:le Hallescher FC, un autre club de la localité de Halle, dont l’histoire démarra lors de la restructuration de l’actuel Turbine Halle en 1954.]].
Maillots
Dernière mise à jour : 1er mars 2011.
Le Turbine Halle est un club sportif allemand localisé dans le quartier de Giebichenstein de la ville de Halle, dans la Saxe-Anhalt.
Ce club regroupe plus de 1 000 membres répartis entre diverses sections sportives dont, outre le Football, de l’Aérobic, de l’Athlétisme, de la Gymnastique, du Patinage de vitesse, du Tennis de table,…
Ce club eut une histoire riche qui eut à subir les humeurs et volontés politiques des dirigeants de l’ancienne RDA.

## Repères historiques
- 1900 - fondation du HALLESCHER FUSSBALL CLUB WACKER 1900.
- 1945 - HALLESCHER FUSSBALL CLUB WACKER 1900 fut dissous par la Alliés.
- 1946 – reconstitution sous l’appellation SPORTGEMEINSCHAFT HALLE-GLAUCHA.
- 1948: SPORTGEMEINSCHAFT HALLE-GLAUCHA fut renommé SPORTGEMEINSCHAFT FREIIMFELDE HALLE.
- 1949: 06/04/1949, la section football de la SPORTGEMEINSCHAFT FREIIMFELDE HALLE fut rattachée à la ZENTRALE SPORTGEMEINSCHAFT du VEB HALLE.
- 1949: 25/05/1949, Fusion mit BETRIEBSPORTGEMEINSCHAFT KWU HALLE pour former la ZENTRALE SPORTGEMEINSCHAFT UNION HALLE.
- 1950: 15/07/1950, ZENTRALE SPORTGEMEINSCHAFT UNION HALLE est restructurée sous l’appellation der BETRIEBSPORTGEMEINSCHAFT TURBINE HALLE.
- 1954: 18/09/1954, l’équipe "Premières" de la BETRIEBSPORTGEMEINSCHAFT TURBINE HALLE est intégrée dans le SPORT-CLUB CHEMIE HALLE-LEUNA.
- 1954: BETRIEBSPORTGEMEINSCHAFT TURBINE HALLE redémarre en "Bezirksliga Halle" (à l’époque 4e niveau).
- 1990- BETRIEBSPORTGEMEINSCHAFT TURBINE HALLE fut restructuré sous la dénomination UTSV TURBINE HALLE.
- 1995: UTSV TURBINE HALLE fut renommé TURBINE HALLE.

## Histoire

### De 1900 à 1945

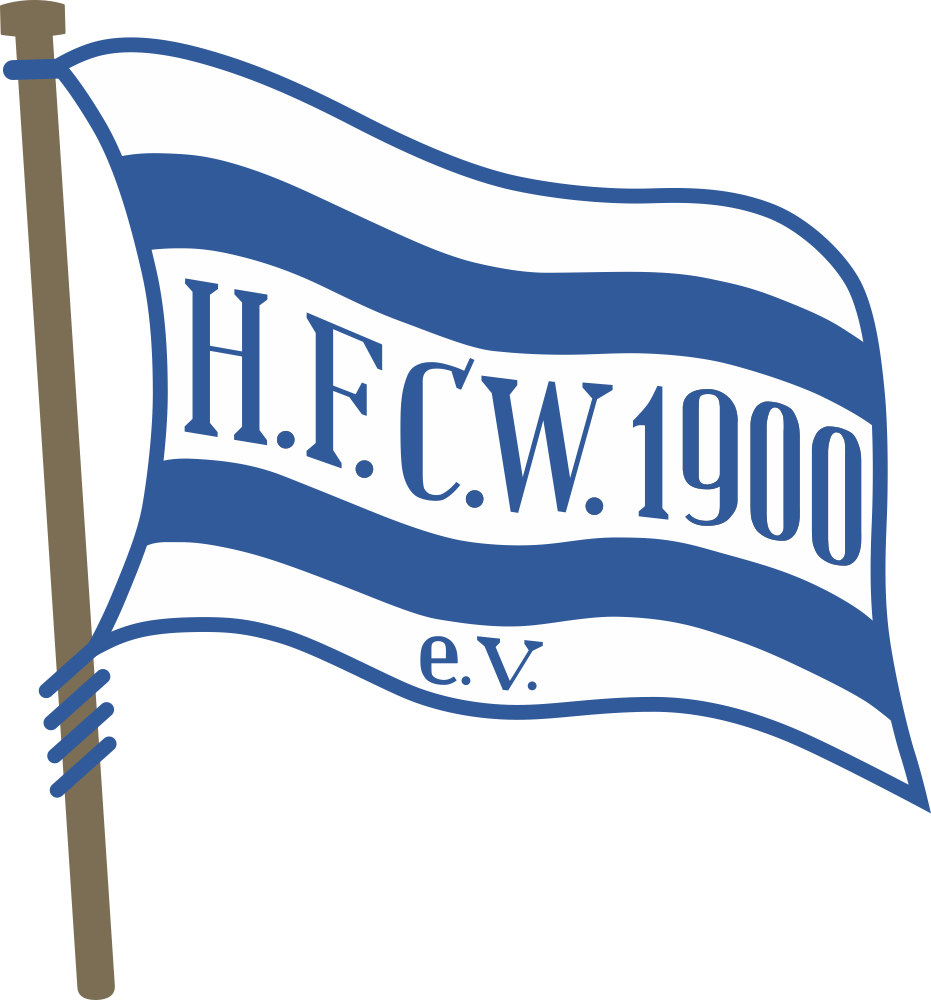
Ancien logo du Hallescher FC Wacker 1900

Le club actuel est l’héritier directe de l’ancien Hallescher FC Wacker 1900 fondé en 1900 et qui fut un des plus glorieux clubs de la localité de Halle aux côtés VfL Halle 96, Borussia 02 ou du Sportfreunde Halle.
Le FC Wacker 1900 joua longtemps dans les compétitions de la Verband Mitteldeutscher Ballspiel-Vereine (VMBV). En 1921 et en 1928, il en remporta le titre. Cela lui permit de prendre part à la phase finale nationale. Lors de l’édition 1921, il élimina le Breslauer Sportfreunde (1-2) puis échoua en demi-finales contre le futur champion, le 1. FC Nürnberg (1-5).
Pendant le tour final 1928, HFC Wacker 1900 fut battu dès les Huitièmes de finale (0-3) par le FC Bayern München.
Lors de la saison 1933-1934, le FC Wacker 1900 remporta la première édition de la Gauliga Mitte, une des seize ligues créées sur ordre des Nazis dès leur arrivée au pourvoir. Lors du tour final, le club ne remporta qu’une seule victoire pour cinq défaite et termina 4e et dernier d’un groupe remporté par le 1. FC Nürnberg. 
En 1945, tous les clubs de la localité de Halle furent dissous par les Alliés, comme tous les autres clubs et associations allemands (voir Directive n°23). Plusieurs anciens joueurs du Hallescher FC Wacker 1900 furent partie prenant dans la reconstitution du SG Halle-Glaucha en 1946.
La localité de Halle et toute la Saxe-Anhalt se retrouvèrent en zone soviétique, puis en RDA à partir d’octobre 1949.

### Époque de la RDA

#### SG Halle-Glaucha
Le club évolua dans des ligues locales puis fut renommé SG Freiimfelde Halle en 1948.

#### SG Freiimfelde Halle
Le club réalisa une brillante saison qui le conduisit en finale de l’Ostzonenmeisterschaft. Après avoir éliminé Allstedt et Köthen-Süd, le SG Freiimfelde Halle remporta son quart de finale contre le champion du Mecklembourg, le SG Wismar Süd (3-1). Ensuite en demi-finale, il surclassa le SG Meerane (5-2). La finale eut lieu à Leipzig. Devant 40 000 spectateurs, le SG Planitz s’imposa de justesse (0-1).
En avril 1949, la section football du SG Freiimfelde Halle fut intégrée dans la ZSG Union Halle.

#### ZSG Union Halle

Ancien logo de la ZSG Union Halle

En 1949, la ZSG Union Halle remporta l’Ostzonenmeisterschaft. En quarts de finale, le club s’imposa (2-1) devant 30 000 personnes, au Kurt Wabbelstadion de Halle face au légendaire SG Dresden-Friedrichstadt. En demi-finale, ZSG Union élimina l’Eintracht Stendal (3-0). La finale se joua à Dresde et vit la victoire de l’équipe de Saxe-Anhalt (4-1) contre le Fortuna Erfurt.
À la suite de ses bons résultats, le club devint logiquement un des fondateurs de la DDR-Oberliga, en vue de la saison 1949-1950. Il boucla la saison inaugurale à la 5e place.
En 1950, à la suite de la réforme des structures des cercles sportifs est-allemands, le club devint la Betriebssportgemeinschaft Turbine Halle ou BSG Turbine Halle, le 15 juillet 1950.

#### BSG Turbine Halle
Le BSG Turbine Halle termina le championnat 1950-1951 à la sixième place. La saison suivante, sous la conduite de l’entraîneur Alfred Schulz (père du futur membre du Werder Brême, Hans_Schulz), le club s’assura le titre trois journées avant la fin de la compétition qu’il termina quatre points devant le SG Volkspolizei Dresden.
Le champion en titre frôla la catastrophe en 1952-1953 en finissant avec un point de plus que le premier relégué (Vorwärts Leipzig) !
En 1954, BSG Turbine Halle se classa 8e. Malgré des résultats moindres, le club continuait d’attirer une moyenne de 24 000 personnes lors de ses rencontres à domicile.
Comme dans bien d’autres clubs, les dirigeants politiques intervinrent. Ce fut à cette époque que furent instaurés les Sportklubs ("SC") destinés à recevoir l’élite alors que les "BSG" devaient restés des entités de formation et recrutement.
Le 1er septembre 1954, toute l’équipe "Premières" du BSG Turbine Halle fut transférée vers le nouvellement formé SC Chemie Halle-Leuna qui s’installa en DDR-Oberliga. Ce qu’il restait de la section football du Turbine Halle fut reversé en Bezirksliga Halle, à l’époque le 4e niveau de la hiérarchie.
Les joueurs tentèrent bien de "résister" déclarant ne pas vouloir quitte le Turbine Halle. Lors de la première journée de la saison 1954-1955, l’équipe d’Oberliga s’aligna sous le nom de "Turbine Halle". Mais dès la deuxième rencontre, la volonté politique fut appliquée et l’équipe presta sous l’appellation "SC Chemie"
L’ancienne équipe "Réserves" reprit donc le flambeau de la BSG Turbine Halle en Bezirksliga où elle termina 9e sur 13 en 1955.
Lors du championnat 1961-1962, elle retrouva dans cette ligue le SC Chemie Leuna qui avait été relégué de II. DDR-Liga à la fin de la saison précédente ! Les dirigeants politiques, peu satisfaits des résultats avaient entre-temps restructuré le club en SC Chemie Halle ! À la fin de la saison suivante, les deux équipes « Turbine » et « SC Chemie » furent reléguées en Bezirksklasse !
En 1964, le BSG Turbine Halle remonta en Bezirksliga Halle et y resta jusqu’en 1969. Relégué, le cercle y revint en 1971 et décrocha la place de vice-champion en 1972. 
Turbine Halle resta au 3e niveau est-allemande jusqu’en 1980 puis redescendit en Bezirksklasse.
Le club joua alors à l’ascenseur: montée en 1981, 1983 et 1985 à chaque fois suivie d’une relégation 1982, 1984 et 1986. Après cette date, le BSG Turbine Halle ne remonta plus en Bezirksliga Halle.

### Turbine Halle
Après la réunification allemande, en 1990, le club retrouva un statut d’organisme civil et fut restructuré sous le nom d’UTSV Turbine Halle. Il sombra dans les ligues inférieures. En 1995, son appellation officielle devint Turbine Halle.
En 2008-2009, le club remonta en Landesklasse Sachsen-Anhalt, soit le 7e niveau de la DFB

## Palmarès
- Champion de la Verband Mitteldeutscher Ballspiel-Vereine (VMBV): 1921, 1928.
- Champion de la Gauliga Mitte: 1934.
- Champion de l’Osterzonenmeisterschaft: 1949.
- Vice-champion de l’Osterzonenmeisterschaft: 1948.
- Champion d’Allemagne de l’Est: 1952.
- Vice-champion de la Bezirksliga Halle: 1972.

## Joueurs connus
- Günter Imhof International est-allemand.
- Hans Speth International est-allemand.
- Erich Haase International est-allemand.

## Localisation

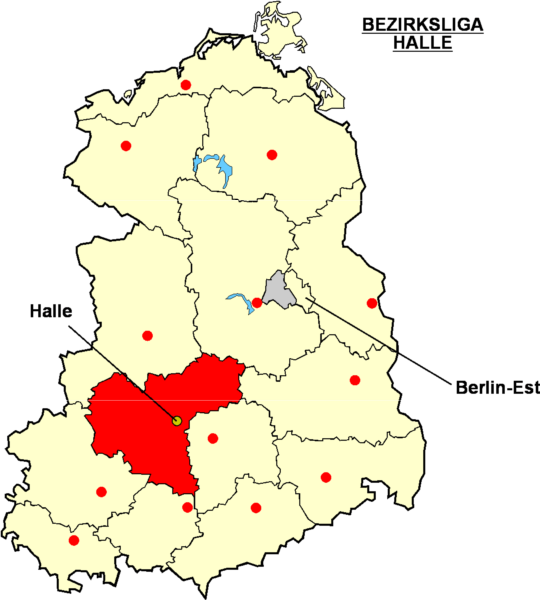
Localisation de Halle dans la Bezirksliga Halle